# Makito Hatanaka
Makito Hatanaka (japanisch 畑中 槙人 Hatanaka Makito; * 7. Juni 1996 in Kobe) ist ein japanischer Fußballspieler.

## Karriere
Hatanaka erlernte das Fußballspielen in den Jugendmannschaften vom Ibuki SC, Zarpa FC und Gainare Tottori. Bei Gainare unterschrieb er 2015 seinen ersten Vertrag. Der Verein, der in der Präfektur Tottori beheimatet ist, spielte in der dritten japanischen Liga. Für den Verein absolvierte er 12 Drittligaspiele. 2019 wechselte er zu Albirex Niigata (Singapur). Der Verein, ein Ableger des japanischen Zweitligisten Albirex Niigata, spielte in der ersten singapurischen Liga, der Singapore Premier League. Für Albirex absolvierte er 12 Erstligaspiele. Nach Vertragsende war er vom 1. Januar 2020 bis 22. März 2021 vertrags- und vereinslos. Am 23. März nahm ihn der Regionalligist aries FC Tokyo unter Vertrag.